# Wilhelm Rudolph Fittig
Wilhelm Rudolph Fittig (Hamburgo, 6 de dezembro de 1835 — Estrasburgo, 19 de novembro de 1910) foi um químico alemão.
Fittig descobriu a reação de acoplamento pinacol, mesitileno, diacetil e bifenilo. Estudou a ação do sódio em cetonas e hidrocarbonetos.
- Este artigo incorpora texto  (em inglês) da Encyclopædia Britannica (11.ª edição), publicação em domínio público.